# オナジソラノシタ
『オナジソラノシタ』は、2004年4月から2006年9月26日までフジテレビで毎週火曜 22:54 - 23:00に放送されていたミニ番組である。資生堂の一社提供。

## 概要
国際都市で活躍する女性たちを1人ずつ取り上げていたミニ番組で、2006年度の放送では日本と中国を活動拠点とする人物を取り上げていた。番組は常盤響の写真を効果的に使っていた。ナレーションは政井マヤ（当時フジテレビアナウンサー）が担当。

## スタッフ
- ディレクター：井上光紀、谷知明、依田穣
- 制作協力：ティーヴィボックス